# IC 3406
IC 3406 је спирална галаксија у сазвјежђу Береникина коса која се налази на листи објеката дубоког неба у Индекс каталогу.
Деклинација објекта је + 27° 38' 26" а ректасцензија 12h 29m 2,8s. Привидна величина (магнитуда) објекта IC 3406 износи 14,9 а фотографска магнитуда 15,7. IC 3406 је још познат и под ознакама MCG 5-30-4, CGCG 159-4, PGC 41116.